# 薇薇安·哈格納

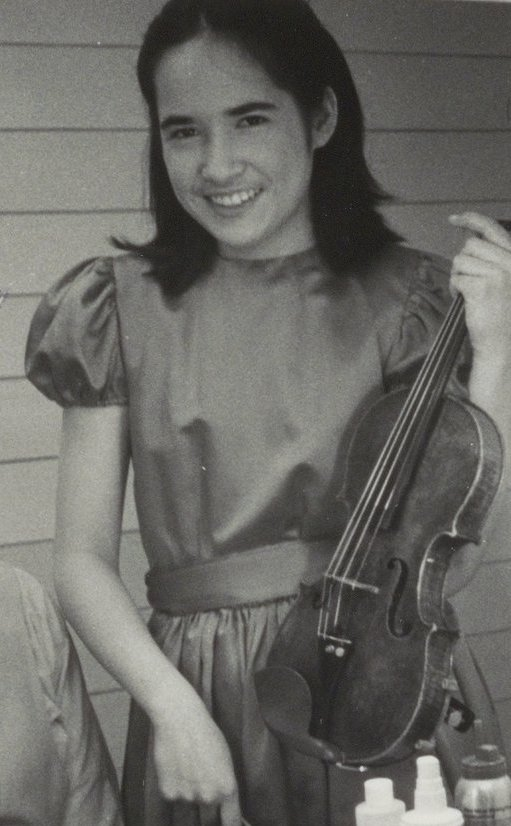
1991年的哈格納

薇薇安‧哈格納（Viviane Hagner，1977年—），德國小提琴家。

## 生平
哈格納生於慕尼黑，成長於柏林，自3歲起便學習鋼琴，但後來將學習重心轉移至小提琴。12歲時，以小提琴家的身分登上國際舞台，隔年並受邀參加以色列愛樂與柏林愛樂的聯合音樂會，在祖賓·梅塔的指揮下於特拉維夫演出。此後，她便經常與國際一流樂團合作，其合作對象包括：柏林愛樂管弦樂團、柏林國立歌劇院管弦樂團、捷克愛樂管弦樂團、芝加哥交響樂團、紐約愛樂管弦樂團、蒙特婁交響樂團、BBC交響樂團等。她曾合作過的指揮家有巴倫波因、長野健、阿巴多、梅塔、阿胥肯納吉、祖克曼等人。
除了獨奏事業之外，哈格納也熱衷於室內樂演奏，在薩爾茨堡音樂節、石荷州音樂節都可以看到她參與室內樂演出的足跡。此外，哈格納是弗雷亚‧冯‧毛奇基金會（德語：Freya von Moltke-Stiftung）的支持者，經常在其慈善義演中演出。
哈格納目前使用的樂器是1717年製的史特拉底瓦里Sasserno，該琴由日本音樂基金會所出借。

## 榮譽
- Young Concert Artists International Auditions, 2000
- Borletti Buitoni Trust Award, 2004

## 作品

### 錄音
- 貝多芬、舒伯特與聖賞的室內樂作品（EMI）
- 柴可夫斯基、門德爾松與魏奧當的小提琴協奏曲
- 巴赫、巴托克與哈特曼的獨奏小提琴組曲／奏鳴曲等

## 個人生活
哈格納的母親來自韓國，故她有一半的韓國血統。她的妹妹尼可（Nicole）是一位鋼琴家。